# Козлов, Александр Николаевич (Герой Социалистического Труда)
Козлов, Александр Николаевич (1936—1979) — советский строитель. Герой Социалистического Труда (1974).

## Биография
Родился в 1936 году в селе Хитровка Курской области.
Служил в Советской Армии. После демобилизации поехал строить ЗапСиб. С 1959 работал плотником в Кузнецкпромстрое. Он участвовал в возведении первой, второй и третьей домен, а также конвертерного цеха. Был партгрупоргом, членом партбюро Антоновского стройуправления. Умер в 1979 году в Новокузнецке.

## Награды
- Золотая звезда Героя Социалистического Труда (1975).
- орден Трудового Красного знамени (1970)